# Lucius Pinarius Mamercinus Rufus
Lucius Pinarius Mamercinus Rufus entstammte der römischen Patrizierfamilie der Pinarier und war gemäß der für die Frühzeit der Römischen Republik mit Vorsicht zu genießenden antiken Überlieferung zusammen mit Publius Furius Medullinus Fusus 472 v. Chr. Konsul.
Während Pinarius’ Konsulat amtierte der Volkstribun Volero Publilius, der in der Geschichte des Volkstribunats eine hervorragende Rolle gespielt haben soll, weil er das wegen langen Streits mit den Patriziern erst nach seiner Wiederwahl im nächsten Jahr 471 v. Chr. durchgebrachte Gesetz veranlasst habe, das die Wahl der plebejischen Magistrate den Tributcomitien zuwies.
Pinarius selbst brachte laut dem römischen Gelehrten Marcus Terentius Varro in seinem Konsulat ein Interkalations-Gesetz (Einschub eines Schaltmonats) ein. Außerdem habe er eine nach ihm benannte lex Pinaria mit Verfahrensregeln zur Richterbestellung bei der legis actio beschlossen.